# Kremžar
Kremžar je priimek več znanih Slovencev:
- Andrej (Andreas Francisco) Kremžar, podjetnik, član Opus Dei (sin Marka Kremžarja)
- Anton Kremžar (1867—1927), pravnik
- Božidara Kremžar Petelin (*1928), pedagoginja
- France Kremžar (1883—1954), časnikar in politik
- France Kremžar - Cezar (1920—1943), domobranski poveljnik
- Ivanka Kremžar (1878—1954), redovnica, pesnica in pisateljica
- Leo Kremžar, novinar, urednik Radia Maribor
- Ludvik Kremžar - Luce (1907—1977), inženir, direktor Industrijskega biroja, politik
- Maksimiljan Kremžar (1901—1963?), zdravnik
- Marijan Kremžar (1916—1943), duhovnik, kurat, ljubiteljski naravoslovec (akvarist)
- Marinka Kremžar (1925—2014) zdravnica
- Marko Kremžar (1928—2021), gospodarstvenik, politik, publicist, pisatelj, politični emigrant (Argentina)
- Nina Kremžar, pesnica in pisateljica
- Tanja Kremžar, novinarka